# 러시아-카자흐스탄 관계
러시아-카자흐스탄 관계는 러시아와 카자흐스탄 간의 양자 외교 관계이다. 카자흐스탄은 모스크바에 대사관을 두고 있으며, 상트페테르부르크, 아스트라한, 옴스크에 총영사관을 두고 있다. 러시아는 아스타나에 대사관을 두고 알마티와 오랄에 영사관을 두고 있다.

## 개요

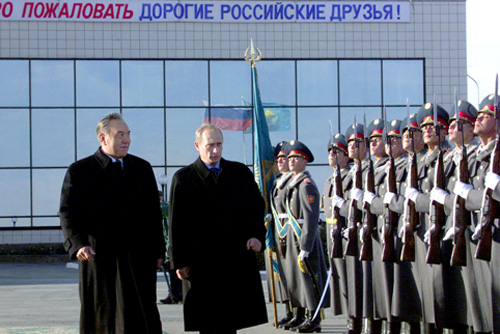
2000년 10월, 카자흐스탄에 방문한 블라디미르 푸틴

러시아와 카자흐스탄은 모두 상하이 협력 기구인 집단안보조약기구의 창립 회원국이며, 유럽-대서양협력평의회와 독립국가연합의 일원이기도 한다. 또한 두 나라는 벨라루스와 함께 유라시아 경제 연합을 설립했다. 소련이 붕괴된 후 핵무기 문제는 카자흐스탄과 러시아, 서방, 그리고 더 넓은 국제 사회 간의 외교 관계의 중심이 되었다.
최근 몇 년 동안 카자흐스탄은 석유와 천연가스를 북쪽 이웃 국가에 인위적으로 저렴한 가격에 판매하고, 러시아 기업들의 막대한 투자를 허용하며, 바이코누르 우주 기지에 대한 협정을 체결하는 동시에 서방의 테러와의 전쟁을 지원함으로써 양측 간의 관계 균형을 맞추려고 노력해 왔다.
2017년부터 2019년까지 중앙아시아 기압계에서 실시한 설문조사에 따르면 카자흐스탄인의 87%가 러시아에 대해 긍정적인 견해를 가지고 있으며, 8%는 부정적인 견해를 가지고 있다. 또한 설문조사에 따르면 88%가 러시아와의 긴밀한 관계를 지지하는 반면, 그렇지 않은 6%는 러시아와의 긴밀한 관계를 지지하는 것으로 나타났다.
러시아의 우크라이나 침공으로 인해 카자흐스탄의 여론이 러시아에 불리하게 돌아섰다. 데모스코프가 실시한 여론조사에 따르면 2022년 11월, 우크라이나에 대한 지지를 표명한 응답자는 22%, 러시아에 대한 지지를 표명한 응답자는 13%로, 이는 2022년 3월의 39%에서 감소한 수치이다.
2023년 한 여론조사에 따르면 카자흐스탄인의 15%가 러시아가 카자흐스탄을 침공할 수 있다고 생각하는 것으로 나타났는데, 이는 이전 여론조사의 8.3%에서 증가한 수치이다.

## 역사

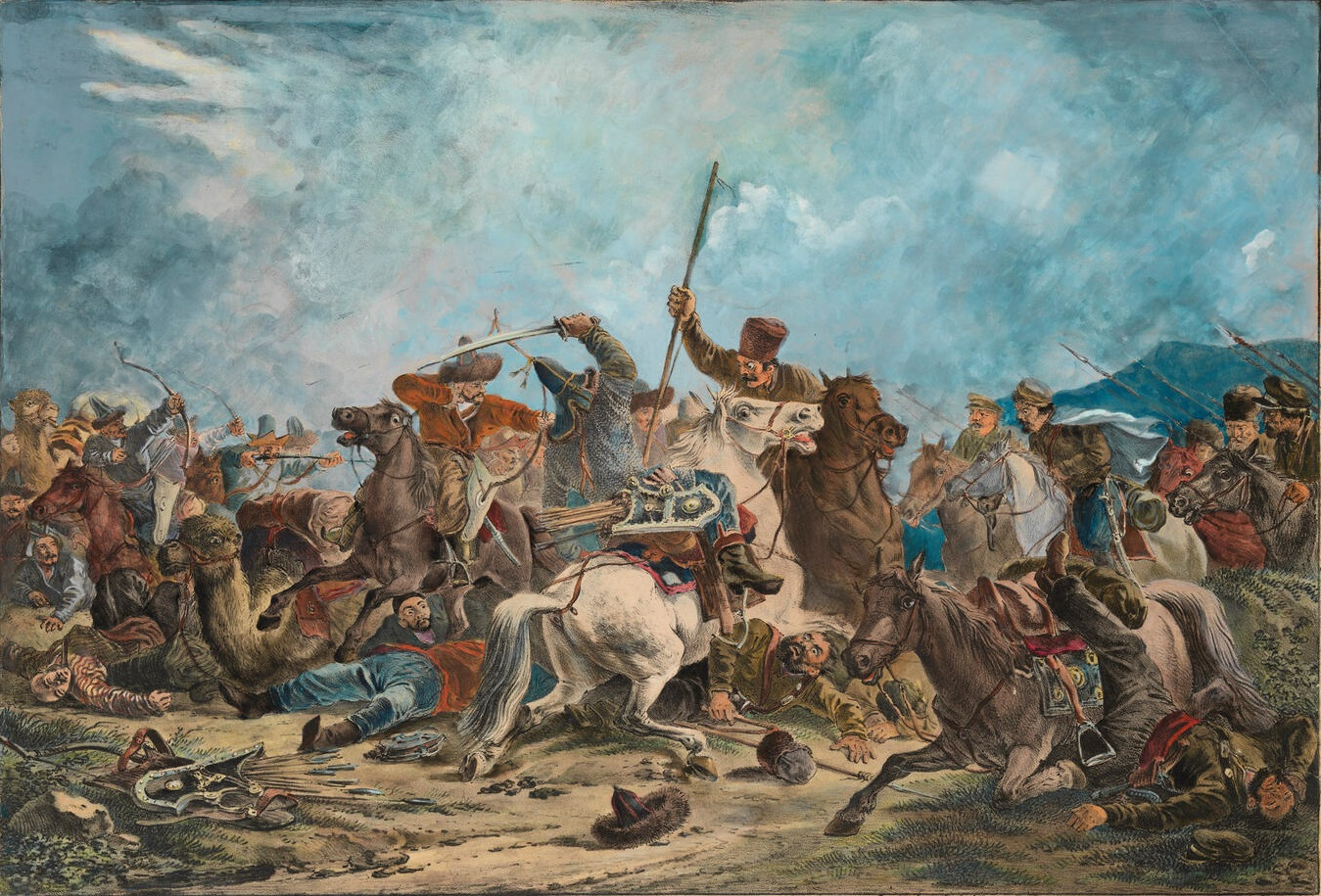
우랄 카자크, 카자흐인과의 교전

1511년부터 1521년까지 카심 칸의 통치 기간 동안, 러시아 차르국은 카자흐 칸국과 외교 관계를 수립한 최초의 주요 국가가 되었다. 18세기 전반에 러시아 제국은 이르티쉬 라인을 건설했으며, 이 라인에는 옴스크 (1716년), 세미팔라틴스크 (1718년), 파블로다르 (1720년), 오렌부르크 (1743년), 페트로파블롭스크 (1752년) 등 총 46개의 요새가 포함되어 있어, 카자흐와 준가르 유목민의 러시아 영토 습격을 막았다.
러시아가 남쪽과 동쪽으로 확장되면서 18세기에 러시아의 영향을 받게 되었고, 칸국의 세 개의 호드가 러시아에 항복했다. 카자흐 칸국의 통치가 최종적으로 파괴된 후, 1868년에 러시아령 튀르키스탄이 설립되었으며, 이는 현재의 카자흐스탄 대부분을 포함한다. 러시아 정부는 이 지역에 많은 러시아인과 우크라이나인을 정착시켰고, 이들은 토착 유목민 부족들에게 할당된 땅이었다. 외국 통치와 러시아 식민지화에 반대하는 일련의 봉기가 차르에 의해 진압되었다.

## 무역 관계
2018년 러시아-카자흐스탄 간 무역의 전체 자금 흐름은 18,219,255,476달러로 2017년 수치보다 5.68% 증가했다. 카자흐스탄으로의 수출은 12,923,333,532달러로 2017년 수치보다 4.86% 증가했다. 러시아로의 수출은 5,295,921,944달러로 2017년 수치보다 7.71% 증가했다.
주요 무역 제품은 기계, 광물 제품, 금속, 화학, 농산물, 신발이다. 2005년부터 2014년까지 카자흐스탄 공화국에 대한 러시아의 직접 투자 유입액은 91억 달러에 달했으며, 카자흐스탄은 러시아에 29억 달러를 투자했다.
가장 활발하고 대규모인 관계 중 하나는 연료 분야이다. 카자흐스탄 석유의 러시아 통과는 카스피해 파이프라인 컨소시엄(CPC)의 틀 내에서도 이루어진다. CPC는 50%의 지분을 러시아와 카자흐스탄 정부가 소유하고 있으며, 50%는 프로젝트 1단계 시운전 자금을 조달한 광산 회사들이 소유하고 있다.

## 문화적 관계

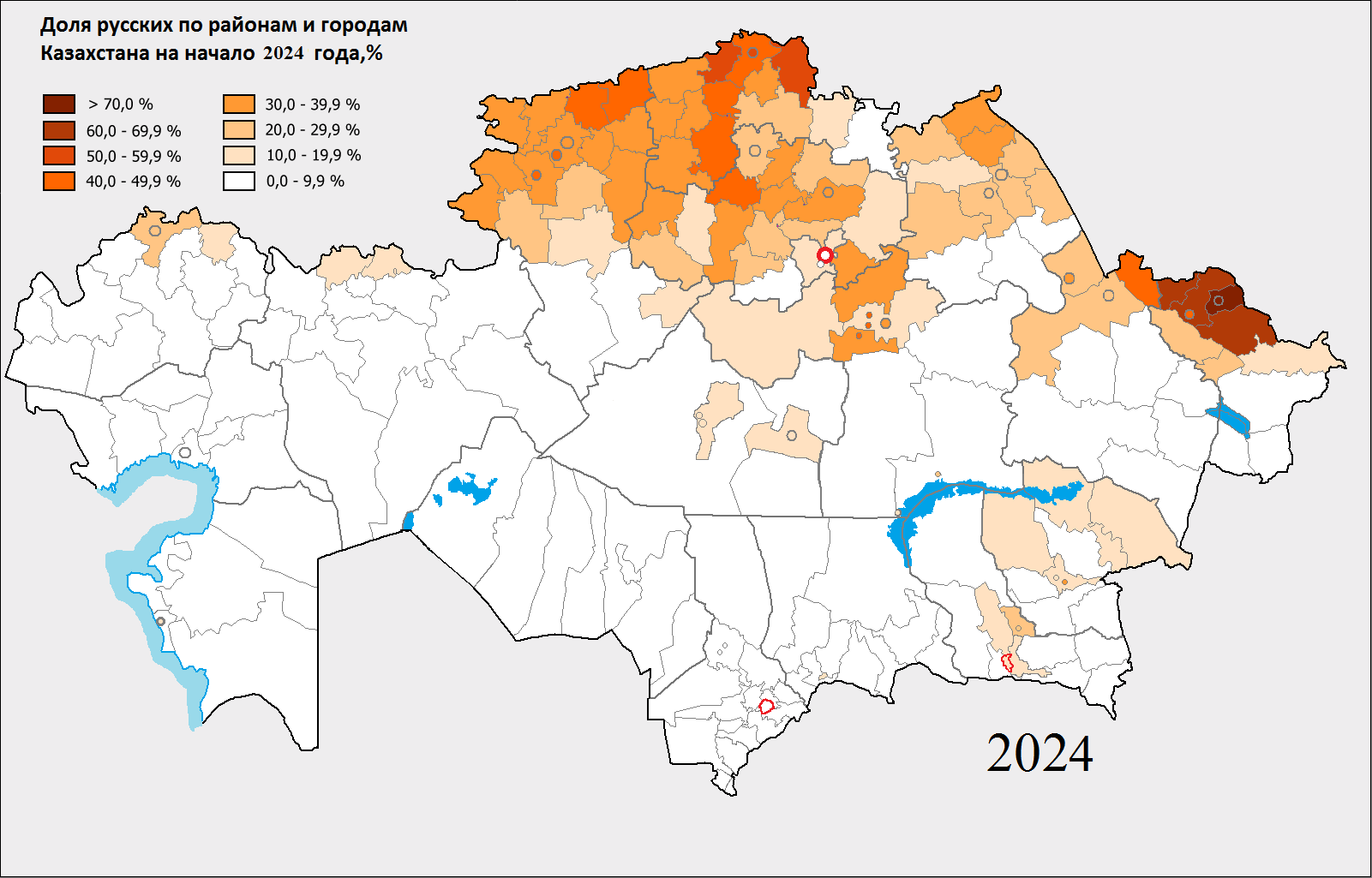
카자흐스탄 내 러시아계 비율 (2021년)

2023년 카자흐스탄에는 약 340만 명의 러시아계 주민이 거주하고 있으며, 이는 전체 인구의 18% 미만에 불과하다. 그러나 출생률 감소와 러시아로의 이주로 인해 카자흐스탄 내 러시아인의 비율은 크게 감소하고 있으며, 1970년에는 러시아인이 전체 인구의 42%를 차지했다. 카자흐스탄에서는 여전히 러시아어가 링구아 프랑카로 널리 사용되고 있다. 소련으로부터 독립한 후 카자흐스탄 정부는 카자흐스탄의 특성을 강조하고 카자흐어와 문화를 홍보하기 위해 카자흐어를 공용어로 발전시키는 정책을 추진했다. 이 정책의 한 측면은 1993년 제1차 헌법과 1995년 제2차 헌법에서 카자흐스탄을 카자흐스탄 국민 국가로 정의한 정부의 결정이었다. 이러한 토착화 정책과 경제 전망의 부족은 많은 러시아계 주민들이 이민을 결정하면서 러시아 인구의 감소를 부추겼다. 카자흐스탄 북부에서는 러시아인이 여전히 인구의 대다수를 차지하고 있다. 카자흐어는 러시아 통치 이후 키릴 문자로 표기되어 왔으며, 2021년 라틴 알파벳 도입이 발표되기 전인 2031년까지 완료될 예정이다.
양국은 수많은 문화, 기술, 과학 협정을 체결했다. 교육 및 연구 분야의 협력은 매우 집중적이다. 러시아와 러시아에서 약 6만 명의 카자흐스탄인이 유학 중인 카자흐스탄 학생들에게 장학금을 지원하고 있다. 카자흐스탄과 러시아는 바이코누르 우주 기지도 공동으로 관리하고 있다.